# Montgomery Pike Berry
Montgomery Pike Berry (ur. ok. 1824/1828, zm. 28 grudnia 1898) – amerykański wojskowy i urzędnik państwowy, w 1877 faktyczny gubernator Departamentu Alaski (formy, w którą była zorganizowana Alaska od 1867 do 1884).
Urodził się w stanie Kentucky. Zapisał się do armii, stacjonując początkowo w Fort Leavenworth. Walczył w wojnie amerykańsko-meksykańskiej i wojnie secesyjnej, osiągając stopień majora. Po wojnie przeprowadził się do hrabstwa Wasco w Oregonie. W 1864 wybrany pierwszym szeryfem hrabstwa Grant. Od 1866 do 1870 był superintendentem więzienia w Salem. W marcu 1874 wyznaczony przez prezydenta Ulyssesa Granta na poborcę podatkowego, stacjonującego w Sitka. Przebywał na Alasce, którą od 1877 do 1879 zarządzał Departament Skarbu, którego był wówczas najwyższym urzędnikiem w terenie. Jako taki od 14 czerwca do 13 sierpnia 1877 był formalnie gubernatorem Alaski. Aż do śmierci mieszkał w Sitka, gdzie go pochowano.
Był żonaty z Sarah Isabelą, a po jej śmierci z Jane, z którą miał syna Montgomery'ego Pike'a jr. (1874–1900).